# Arcidiocesi di Camaco
L'arcidiocesi di Camaco (in latino Archidioecesis Camacena) è una sede soppressa del patriarcato di Costantinopoli e una sede titolare della Chiesa cattolica.

## Storia
Camaco, oggi identificabile con Kemah nella provincia di Erzincan nell'Anatolia orientale, fu una sede metropolitana della provincia bizantina dell'Armenia Terza nella diocesi civile del Ponto e nel patriarcato di Costantinopoli.
La sede faceva parte della provincia ecclesiastica di Cesarea di Cappadocia, come attestano i concili della fine del VII secolo, ma verso la fine del IX secolo fu elevata al rango di sede metropolitana dall'imperatore Leone VI (886-912).
Camaco è documentata nelle Notitiae Episcopatuum del patriarcato di Costantinopoli dal X al XIV secolo, ed occupa una posizione che varia dal 46º al 59º posto tra le sedi metropolitane del patriarcato. La prima Notitia in cui è menzionata questa metropolia attribuisce a Camaco 6 diocesi suffraganee: Celzene, Arabraka (o Araurako), Barzanissa, Melo, Romanopoli e Tilio. Le stesse suffraganee sono menzionate nelle altre Notitiae fino al XIV secolo; tuttavia queste diocesi dovettero scomparire dopo la sconfitta bizantina nella battaglia di Manzikert (1071). La stessa sede di Camaco non appare più nell'ultima Notitia conosciuta degli inizi del XV secolo, benché sia noto un metropolita anche nel secolo successivo, probabilmente solo titolare.
Di questa antica metropolia sono noti 5 vescovi. Giorgio è tra i vescovi presenti al concilio di Costantinopoli del 680-681 e si firma vescovo di Daranalis o Camachus. Daranalis era il nome del distretto dove si trovava la città. Lo stesso vescovo è tra i firmatari del concilio in Trullo del 691-692. Al sinodo indetto a Costantinopoli dal patriarca Alessio I Studita nel 1029 prese parte il vescovo Teodoro. Il metropolita Leone sottoscrisse tre decreti sinodali nel 1082, mentre Daniele prese parte al sinodo delle Blacherne nel 1285. Infine Metodio firmò un decreto patriarcale nel 1590.
Dal XVIII secolo Camaco è una sede titolare della Chiesa cattolica; fino al 1941 la sede è stata considerata vescovile, poi è stata elevata ad arcivescovile. Nella prima metà del Novecento il titolo ecclesiastico latino mutò da Chamachensis a Camacenus. La sede è vacante dal 30 ottobre 1974.

## Cronotassi

### Vescovi e arcivescovi greci
- Giorgio † (prima del 680 - dopo il 692)
- Teodoro † (menzionato nel 1029)
- Leone † (menzionato nel 1082)
- Daniele † (menzionato nel 1285)
- Metodio † (menzionato nel 1590)

### Vescovi e arcivescovi titolari
- Jakub Walerian Tumanowicz † (16 dicembre 1771 - 11 gennaio 1783 succeduto arcivescovo di Leopoli degli Armeni)
- Iwo Onufry Rogowski † (26 settembre 1785 - 23 gennaio 1806 deceduto)
- Jan Chrzciciel Louis Masclet, O.M. † (26 settembre 1814 - 11 luglio 1836 deceduto)
- José Agustín Molina y Villafañe † (11 luglio 1836 - 1º ottobre 1838 deceduto)
- José Maria Barrutia † (15 aprile 1859 - 23 agosto 1864 deceduto)
- Petrus Hendricus Josephus van Ewyk (Ewijk), O.P. † (5 giugno 1869 - 17 maggio 1886 deceduto)
- Silvério Gomes Pimenta † (26 giugno 1890 - 3 dicembre 1897 nominato vescovo di Mariana)
- Louis-Jean-Joseph Derouet, C.S.Sp. † (2 gennaio 1907 - 4 marzo 1914 deceduto)
- Leonidas Medina † (27 marzo 1916 - 7 marzo 1923 nominato vescovo di Socorro)
- Roberto Julio Colombo, O.F.M.Cap. † (18 dicembre 1924 - 8 novembre 1927 deceduto)
- Beato Leon Wetmański † (19 dicembre 1927 - 10 ottobre 1941 deceduto)
- Mesrop Habozian, C.M.Vd. † (9 maggio 1942 - 30 ottobre 1974 deceduto)